# 古楽の楽しみ
『古楽の楽しみ』（こがくのたのしみ）は、NHK-FM放送で2011年3月28日から放送されているクラシック音楽番組である。

## 概要
- これまでNHK-FMの本放送開始以前から50年以上にわたり同時刻に放送されていた『バロック音楽の楽しみ→あさのバロック→バロックの森』を改題・リニューアルする形で2011年3月28日に放送が開始された。
- 前番組のスタイルを踏襲し、中世・ルネサンス時代からバロックに至るまでのクラシック音楽にスポットを当て、月-木曜は毎週1つのテーマに沿った楽曲の紹介、金曜はリスナーから寄せられたリクエスト曲を放送する。
- 2011年は月曜から金曜と日曜日で放送されていた。そのうち日曜は最初の半年は花井哲郎の司会で「ルネサンス以前の音楽」という題で放送していたが、シリーズが完結したため10月からリクエストコーナーに変更された。2012年4月から日曜がなくなり、リクエストは金曜日の放送に移動した。なお、2018年よりリクエストコーナーが月一回（第一金曜日）のみから月二回（第一・第三金曜日）に変更されている。（パーソナリティは両回とも大塚直哉）
- 2016年から、鈴木優人、渡邊孝の2名がパーソナリティー（番組内では「ご案内」と称する）に加わり、総勢6名による詳しい解説が実現した。
- 2020年頃より、藤原一弘が加わった。
- 2022年度より、6時台がラジオ第2の英語の語学番組を同時生放送[1]を行うため、放送時間が5時-5時55分に変更される[2]。
- 2023年より、新たに3名（下記参照）が加わった。
- 2024年度より、放送時間が6時-6時55分に戻される[3][4]。

## 主題歌
- オープニング：ヘンデル「水の上の音楽・ヘ長調からアレグロ」　＊異稿：ニ長調版の方が有名。
- エンディング：ヘンデル「水の上の音楽・ヘ長調からパスピエ」

## 歴代パーソナリティー
下述の人物のうち、上から4人は2016年3月まで全員前番組からの続投である。同年4月に一部の出演者に交代・担当の変更があった。そののちも、担当の変更がある。
- 月-木曜日は6人が1週間ごとのローテーションで担当。第1，3，5金も担当。
  - 礒山雅（国立音楽大学招へい教授・大阪音楽大学客員教授）※2018年2月に死去。同年3月にアンコール放送があった
  - 今谷和徳（共立女子大学・東京女子大学講師）※2016年3月まで、礒山の死去後、再登場し、2023年3月まで
  - 関根敏子（昭和音楽大学・東洋大学・立教大学・白梅学園大学講師、音楽文献目録委員会事務局長）※2023年3月まで
  - 大塚直哉（東京藝術大学音楽学部副学部長、器楽科教授・国立音楽大学・神戸松蔭女子学院大学非常勤講師）※2016年4月より金曜日担当（第1，3週）
  - 渡邊孝（スイスベルン音楽大学客員教授）※2016年4月より,2020年頃まで
  - 鈴木優人（指揮者・作曲家・チェンバロ奏者・オルガニスト）※2016年4月より
  - 加藤拓未（音楽学者）※2018年4月より
  - 藤原一弘（洗足学園音楽大学教授）　※2020年頃より
  - 宮崎晴代（東京藝術大学、昭和音楽大学、武蔵野音楽大学ほかで講師）※2023年4月より
  - 赤塚健太郎（成城大学准教授）※2023年4月より
  - 安川智子（北里大学准教授）※2023年4月より
  - 遠山奈穂美（東邦音楽大学大学院教授）※2025年6月より
- 金曜日　
  - 松川梨香（フリーアナウンサー・音楽評論家）※2016年3月まで
  - 大塚直哉※2016年4月より（第1、3週のみ）ー＞2024年4月より、第2，4週のみとなる

## 関連番組
- 名曲のたのしみ
- 音楽の泉